# Зыков, Алексей Иванович
Алексей Иванович Зыков — российский актёр, хореограф, режиссёр, театральный педагог.

## Биография
Родился 7 июля 1966 года в Пятигорске (Ставропольский край).
В 1991 году закончил театральный факультет СГК имени Собинова по специальности «актёр драматического театра и кино» (курс Народной артистки России Р. Беляковой). С 1991 г. по 1993 г. — актёр Саратовского академического театра драмы; с 1999 г. по 2010 г. — балетмейстер, актёр, режиссёр (по договору).
В 1993-2008 годах являлся организатором и художественным руководителем различных танцевальных групп и школ в Саратове. Создал и руководил танцевальными группами «Театр ЛиКº» и «ДКdance» (при Поволжской академии государственной службы имени П.А. Столыпина).
В 1997 году прошёл обучение в Международной школе танца ADF по классам модерн, джаз, контакт-импровизация, афро-американский танец (Северная Каролина, США), а в 2000 году - «ADF в России-3» в Москве.
В 2003-2004 годах работал в качестве хореографа и преподавателя пластики и танца во Франции:
- преподаватель пластики и танца по французской государственной программе актёрских стажировок AFDAS (2003)
- хореограф-постановщик спектакля «Monsieur de Maupassant» в Théậtre de CHELLES (компания «Que-da Théậtre», 2004)

С 1998 года работает на театральном факультете СГК имени Собинова (ныне - СаТИ). Ведёт занятия по дисциплине "Современный танец". Разработал авторскую программу преподавания современного танца и подготовил к печати учебное пособие «Современный танец в театральном институте» (рекомендовано УМО по образованию в области театрального искусства в качестве пособия для высших учебных заведений). Автор ряда научных и учебно-методических статей, участник научно-практических конференций.
В 2005-2007 годах работал преподавателем по мастерству актёра в мастерской Риммы Беляковой.
С 2009 года заведовал кафедрой пластического воспитания, с 2016 года возглавил кафедру специальных дисциплин.
В 2015 году защищёна кандидатская диссертация «Динамика художественных процессов в театральном искусстве: пластика и танец в структуре современного российского драматического спектакля» (защита состоялась 13 октября 2015 года).
Член СТД РФ с 2002 года.
Является одним из крупнейших специалистов современной хореографии и пластической режиссуры; многократный Лауреат областного Фестиваля "Золотой Арлекин" (Саратов, номинация «Лучшая работа хореографа в драматическом спектакле», 2000-2006), лауреат «Акции по поддержке Российских театральных инициатив» при Совете Президента РФ по культуре и искусству (2006).

## Творчество

### Роли, хореография, режиссура
- «Клинч» А. Слаповский (режиссёр – Р. Белякова). Саратовский государственный академический ТЮЗ им. Ю.П. Киселёва. Премьера состоялась в феврале 1999 г. Пластическая версия спектакля.
- «Изобретательная влюблённая» Лопе де Вега (режиссёр – А. Кузнецов). Саратовский государственный академический театр драмы им. И.А. Слонова. Премьера состоялась 16 апреля 1999 г. Хореография в спектакле.
- «Любовь и танец» – танцевально-пластический спектакль. Саратовский государственный академический театр драмы им. И.А. Слонова. Премьера состоялась 9 июня 1999 г. Автор, хореография и постановка.
- «Господин де Мопассан» по рассказам Ги де Мопассана (режиссёр – А. Кузнецов). Саратовский государственный академический театр драмы им. И.А. Слонова. Премьера состоялась 24 сентября 1999 г. Хореография в спектакле, пластическая версия спектакля.
- «Конкурс» А. Галин (режиссёр – А. Кузнецов). Саратовский государственный академический театр драмы им. И.А. Слонова. Премьера состоялась 14 апреля 2000 г. Хореография в спектакле
- «Женитьба Фигаро» П.–О. Бомарше (режиссёр – И. Коняев). Саратовский государственный академический театр драмы им. И.А. Слонова. Премьера состоялась 24 мая 2000 г. Хореография в спектакле
- «Человек и джентльмен» Э. де Филиппо (режиссёр – А. Галко). Саратовский государственный академический театр драмы им. И.А. Слонова. Премьера состоялась 29 июня 2000 г. Хореография в спектакле
- «Сплендидс» Ж. Жене (режиссёр – А. Кузнецов). Саратовский государственный академический театр драмы им. И.А. Слонова. Премьера состоялась 24 ноября 2000 г. Хореография в спектакле, исполнение роли Браво
- «Волшебные желания» В. Глейзер (режиссёр – А. Кузнецов). Саратовский государственный академический театр драмы им. И.А. Слонова. Премьера состоялась 29 декабря 2000 г. Пластическая версия спектакля
- «Ночь в библиотеке» Ж.-К. Байи (режиссёр Ж. Цай). Саратовский государственный академический театр драмы им. И.А. Слонова. Премьера состоялась 18 апреля 2001 г. Роль – Новичок
- «Любовь и танец – 2» – танцевально-пластический спектакль. Саратовский государственный академический театр драмы им. И.А. Слонова. Премьера состоялась 22 мая 2001 г. Автор, хореография и постановка
- «Долгая счастливая жизнь» Г. Шпаликов (режиссёр – А. Кузнецов). Саратовский государственный академический театр драмы им. И.А. Слонова. Премьера состоялась 21 июня 2001 г. Хореография в спектакле
- «Мечтатели» по пьесам А.Н. Островского «Таланты и поклонники», «Лес» (режиссёр – А. Кузнецов). Саратовский государственный академический театр драмы им. И.А. Слонова. Премьера состоялась 20 сентября 2002 г. Хореография в спектакле, исполнение роли Васи
- «Снежная Королева» Е. Шварц (режиссёр – А. Кузнецов). Саратовский государственный академический театр драмы им. И.А. Слонова. Премьера состоялась 29 декабря 2002 г. Хореография в спектакле
- «Завтрак у предводителя» И. Тургенев (режиссёр – И. Коняев). Саратовский государственный академический театр драмы им. И.А. Слонова. Премьера состоялась 23 февраля 2003 г. Хореография в спектакле
- «Кровавая свадьба» Ф.Г. Лорка (режиссёр – Р. Белякова). Саратовский государственный академический театр драмы им. И.А. Слонова. Премьера состоялась 20 марта 2003 г. Пластическая версия спектакля
- «Babel» по рассказам И. Бабеля (режиссёр – А. Кузнецов). Саратовский государственный академический театр драмы им. И.А. Слонова. Премьера состоялась 23 апреля 2003 г. Хореография в спектакле
- «Копилка» Э.–М. Лабиш (режиссёр – А. Кузнецов). Саратовский государственный академический театр драмы им. И.А. Слонова. Премьера состоялась 16 июля 2004 г. Хореография в спектакле, исполнение роли Кокареля
- «Monsieur de Maupassant» («Господин де Мопассан») по рассказам Ги де Мопассана, новая версия на двух актёров (режиссёр – А. Кузнецов). Постановка осуществлена во Франции. Théậtre de CHELLES. Компания «Que-da Théậtre». Премьера состоялась 6 ноября 2004 г. Пластическая версия спектакля
- «Сонеты» (по мотивам трагедии У. Шекспира «Ромео и Джульетта») – пластическая драма. Саратовский государственный академический театр драмы им. И.А. Слонова. Премьера состоялась 10 декабря 2004 г. Либретто, хореография, постановка, подбор музыки
- «2×2=5, или маленькие комедии» К. Степанычева (режиссёр – Г. Аредаков). Саратовский государственный академический театр драмы им. И.А. Слонова. Премьера состоялась 18 ноября 2005 г. Пластическая версия спектакля
- «Чиполлино и его друзья» С. Прокофьева, И. Токмакова (режиссёр – В. Горбунов). Саратовский государственный академический театр драмы им. И.А. Слонова. Премьера состоялась 24 декабря 2005 г. Режиссёр по пластике
- «Дом Бернарды Альбы» Ф.Г. Лорка (режиссёр – М. Глуховская). Саратовский государственный академический театр драмы им. И.А. Слонова. Премьера состоялась 13 мая 2006 г.  Хореография в спектакле
- «Ночь ошибок» О. Голдсмит (режиссёр – Р. Белякова). Саратовский государственный академический театр драмы им. И.А. Слонова. Премьера состоялась 6 июля 2006 г. Хореография в спектакле, ассистент режиссёра, исполнение роли молодого Марло
- «Трамвай "Желание"» Т. Уильямс (режиссёр – М. Глуховская). Саратовский государственный академический театр драмы им. И.А. Слонова. Премьера состоялась 14 октября 2006 г. Хореография в спектакле, исполнение роли Хэролда Митчела (Митча).
- «Кукушкины слёзы» А. Толстой (режиссёр – А. Плетнёв). Саратовский государственный академический театр драмы им. И.А. Слонова. Премьера состоялась 14 декабря 2006 г.  Хореография в спектакле
- «Двенадцать месяцев» С. Маршак. Саратовский государственный академический театр драмы им. И.А. Слонова. Премьера состоялась 26 декабря 2006 г. Режиссёр и хореограф спектакля
- «Сны Бальзаминова» сценическая композиция Р. Беляковой по пьесам А.Н. Островского (режиссёр – Р. Белякова). Саратовский государственный академический театр драмы им. И.А. Слонова. Премьера состоялась 10 февраля 2007 г. Хореография в спектакле, режиссёр-педагог
- «Мистерия танго» А. Пьяцолла, либретто В. Нестерова. Саратовский государственный академический театр оперы и балета. Премьера состоялась 22 декабря 2007 г. Постановка балета (совместно В. Нестеровым)
- «Владимир Красное Солнышко» А. Зыков. Саратовский государственный академический театр драмы им. И.А. Слонова. Премьера состоялась 25 декабря 2007 г. Автор пьесы, режиссёр и хореограф спектакля
- «Лучшие дни нашей жизни» У. Сароян (режиссёр – А. Плетнёв). Саратовский государственный академический театр драмы им. И.А. Слонова. Премьера состоялась 13 сентября 2008 г.  Хореография в спектакле
- «Гонза и волшебные яблоки» М. Береговая (режиссёр – А. Халилуллин). Саратовский государственный академический театр драмы им. И.А. Слонова. Премьера состоялась 25 декабря 2008 г. Хореография в спектакле
- «Сердечные тайны» Б. Хенли (режиссёр – С. Стеблюк). Саратовский государственный академический театр драмы им. И.А. Слонова. Премьера состоялась 14 марта 2009 г. Хореография в спектакле
- «Условные единицы» В. Никифорова (режиссёр – А. Халилуллин). Саратовский академический театр драмы им. И.А. Слонова. Премьера состоялась 18 апреля 2009 г.  Хореография в спектакле
- «Зима под столом» Р. Топор (режиссёр – В. Сергиенко). Саратовский муниципальный новый драматический театр «Версия». Премьера состоялась 21 апреля 2009 г.  Хореография в спектакле
- «Иллюзион» А. Курейчик (режиссёр – Э. Данилина). Саратовский государственный академический театр драмы им. И.А. Слонова. Премьера состоялась 14 июня 2009 г.  Хореография в спектакле
- «Золушка» А. Спадавеккиа, либретто по одноименному киносценарию Е. Шварца (режиссёр – Г. Магнусов). Саратовский областной театр оперетты. Премьера состоялась 23 декабря 2009 г.  Хореограф-постановщик
- «Dance-class Алексея Зыкова» – пластическая драма. Саратовский государственный академический театр драмы им. И.А. Слонова. Премьера состоялась 21 мая 2010 г.  Либретто, хореография, постановка, подбор музыки
- «Hip-hop – козлята!» В. Ермошкин (режиссёр – Г. Магнусов). Саратовский областной театр оперетты. Премьера состоялась 24 октября 2010 г.  Хореограф-постановщик
- «Золушка» А. Спадавеккиа – либретто по одноименному киносценарию Е. Шварца (режиссёр – Г. Магнусов). Пензенский областной драматический театр им. А.В. Луначарского. Премьера состоялась 12 декабря 2010 г. Хореограф-постановщик (редакция для драматического театра)
- «Сказка про Щелкунчика и мышиного короля» Эрнст Теодор Амадей Гофман (режиссёр – А. Коваленко). Саратовский государственный академический театр драмы им. И.А. Слонова. Премьера состоялась 25 декабря 2010 г. Хореография в спектакле
- «Сонеты Шекспира» (по мотивам трагедии У. Шекспира «Ромео и Джульетта») – пластическая драма. Саратовский государственный академический театр оперы и балета. Премьера состоялась 22 января 2011 г. Либретто, хореография, постановка, подбор музыки
- «Чудо святого Антония» М. Метерлинк (режиссёр – А. Халилуллин). Саратовский государственный академический театр драмы им. И.А. Слонова. Премьера состоялась 1 апреля 2011 г. Хореография в спектакле
- «Лейтенант с острова Инишмор» М. Мак-Донах (режиссёр – И. Баголей). Саратовский государственный академический театр драмы им. И.А. Слонова. Премьера состоялась 28 мая 2011 г. Хореография в спектакле
- «Двенадцать месяцев» С. Маршак. Тамбовский государственный ордена «Знак почета» драматический театр. Премьера состоялась 23 декабря 2011 г. Режиссёр и хореограф спектакля (вторая версия)
- «В некотором царстве» по мотивам русских народных сказок (режиссёр – Ю. Кудинов). Саратовский государственный академический театр драмы им. И.А. Слонова. Премьера состоялась 26 декабря 2011 г. Хореография в спектакле
- «Отелло» У. Шекспир (режиссёр – Л. Баголей). Саратовский государственный академический театр драмы им. И.А. Слонова. Премьера состоялась 17 февраля 2012 г. Хореография в спектакле
- «Вишневый сад» А. Чехов (режиссёр – С. Стеблюк). Пензенский областной драматический театр им. А.В. Луначарского. Премьера состоялась 22 марта 2012 г.  Хореография в спектакле
- «Забавный случай» К. Гольдони (режиссёр – А. Галко). Саратовский государственный академический театр драмы им. И.А. Слонова. Премьера состоялась 20 июня 2012 г. Хореография в спектакле
- «Чудеса в зимнем лесу» В. Лесовой (режиссёр – И. Баголей). Саратовский государственный академический театр драмы им. И.А. Слонова. Премьера состоялась 26 декабря 2012 г. Хореография в спектакле
- «Зойкина квартира» М. Булгаков (режиссёр – Г. Аредаков). Саратовский государственный академический театр драмы им. И.А. Слонова. Премьера состоялась 7 марта 2013 г. Хореография в спектакле
- «Брысь!» Я. Дубравин, либретто В. Зимина. Саратовский областной театр оперетты. Премьера состоялась 23 марта 2013 г. Режиссёр и хореограф-постановщик
- «Настоящая комедия» Н. Коуард (режиссёр – С. Стеблюк). Саратовский государственный академический театр драмы им. И.А. Слонова. Премьера состоялась 24 апреля 2013 г. Хореография в спектакле
- «Чайка» А. Чехов (режиссёр – А. Шляпин). Пензенский областной драматический театр им. А.В. Луначарского. Премьера состоялась 22 ноября 2013 г. Режиссёр-хореограф
- «Котёнок по имени Гав» Б. Синкин, либретто Б. Урецкий. Саратовский областной театр оперетты. Премьера состоялась 22 декабря 2013 г. Режиссёр и хореограф-постановщик
- «Спящая красавица» Ч. Уэй (режиссёр – И. Баголей). Саратовский государственный академический театр драмы им. И.А. Слонова. Премьера состоялась 25 декабря 2013 г. Хореография в спектакле
- «Лев Гурыч Синичкин» по мотивам Д. Ленского. Саратовский государственный академический ТЮЗ им. Ю.П. Киселёва. Премьера состоялась 31 января 2014 г. Режиссёр и хореограф-постановщик
- «Вверх тормашками» К. Драгунская (режиссёр – Л. Баголей). Саратовский государственный академический театр драмы им. И.А. Слонова. Премьера состоялась 13 декабря 2014 г. Хореография в спектакле
- «Тайна пропавшего снега» К. Драгунская (режиссёр – И. Баголей). Саратовский государственный академический театр драмы им. И.А. Слонова. Премьера состоялась 25 декабря 2014 г. Хореография в спектакле
- «Севастопольский вальс» К. Листов, либретто Е. Гальперина, Ю. Анненков. Пензенский областной драматический театр им. А.В. Луначарского. Премьера состоялась 4 июня 2015 г. Режиссёр и хореограф-постановщик
- «Двенадцать месяцев» С.Я. Маршак. Пензенский областной драматический театр им. А.В. Луначарского. Премьера состоялась 19 декабря 2015 г. Режиссёр и хореограф-постановщик, тексты песен (третья версия)
- «Серебряная сказка» М. Бартенев (режиссёр – Э. Данилина). Саратовский государственный академический театр драмы им. И.А. Слонова. Премьера состоялась 25 декабря 2015 г. Хореография в спектакле
- «Любовь и танец: новое поколение» спектакль-концерт. Саратовский государственный академический театр драмы им. И.А. Слонова. Премьера состоялась 20 мая 2016 г. Режиссёр-постановщик, хореографические номера
- «Щелкунчик» по мотивам сказки Э.Т.А. Гофмана. Пензенский областной драматический театр им. А.В. Луначарского. Премьера состоялась 24 декабря 2016 г. Режиссёр-постановщик, либретто, хореография, подбор музыки, голос рассказчика

## Признание и награды
- 2003 – Лауреат II областного театрального фестиваля «Золотой Арлекин» (период 2000-.) от молодежной секции Саратовского отделения СТД России «За совокупность хореографических работ в драматическом театре»;
- 2003 – Почетная грамота Министерства культуры РФ и Российского профсоюза работников культуры «за многолетний и плодотворный труд, достигнутые успехи в области культуры и искусства» (Пр. №1361 от 13.10.2003 г., г. Москва);
- 2005 – Лауреат III областного театрального фестиваля «Золотой Арлекин» (период 2002-.) в номинации «Лучшая работа хореографа в драматическом спектакле» (Э. –М. Лабиш «Копилка»);
- 2006 – «Благодарность» Губернатора Саратовской области «за добросовестный труд и большой вклад в развитие культуры области»      (П. Л. Ипатов, 27 марта);
- 2006 – Лауреат «Акции по поддержке Российских театральных инициатив» при Совете Президента РФ по культуре и искусству («Персональные поощрения»);
- 2006 – «Благодарственное письмо» Саратовского государственного академического театра драмы им. И. А. Слонова «за добросовестный труд и вклад в развитие театрального искусства» (Художественный руководитель театра народный артист России Г. А. Аредаков, директор театра Ю. А. Кравец, 07.07.2006 г.);
- 2007 – Лауреат IV областного театрального фестиваля «Золотой Арлекин» (период 2004-.) в номинации «Лучшая работа хореографа в драматическом спектакле» (Ф. Г. Лорка «Дом Бернарды Альбы»);
- 2010 – Почетная грамота управления культуры администрации Энгельского муниципального района за организацию театрализованного представление «Салют, Победа!», посвященное 65-летию Победы советского народа в Великой Отечественной войне. Площадь Ленина, г. Энгельс;
- 2011 – Благодарность Министерства культуры Саратовской области «за большой вклад в развитие культуры области и в связи с 40-летием основания ансамбля эстрадного танца «Дружба»». Приказ №01-06/16 от 10.03.2011 г.;
- 2012 – Почетная грамота Министерства культуры Саратовской области «за добросовестный труд и высокий уровень подготовки специалистов в сфере искусства»;
- Приказом №354/нк Министерства образования и науки Российской Федерации от 21 марта 2016 г. присуждена учёная степень кандидата искусствоведения (17.00.09 – «Теория и история искусства»);
- Лауреат XXI Международного Фестиваля-конкурса CHORUS INSIDE RUSSIA в номинации «Хореография»;
- 2016 – Лауреат премии «Высота» для лучших преподавателей высших учебных заведений региона.

## Публикации
- ХУДОЖЕСТВЕННЫЕ ПРОИЗВЕДЕНИЯ:
- Зыков А.И. Сонеты Шекспира. Либретто пластического спектакля (пластическая драма). – Саратов: Саратовская государственная консерватория им. Л.В.Собинова, 2013. – 50 с.
- Зыков А.И. Владимир Красное Солнышко (Самая долгая ночь). Придуманная история-сказка в двух действиях на основе мифов древних славян. – Саратов: Саратовская государственная консерватория им. Л.В. Собинова, 2013. – 52 с.
- СТАТЬИ ДЛЯ ГАЗЕТ:
- Зыков А.И.  Хореограф – это «писатель танцем» / газета «Саратов – СП». – № 66 (1289) от 01.04.2005 г.
- Зыков А.И. Небесное зеркало осетинского танца / «Саратовская областная газета». – № 283 от 15.10.2005 г.
- НАУЧНЫЕ РАБОТЫ:
- В ИЗДАНИЯХ, РЕКОМЕНДОВАННЫМ ВАК МИНОБРНАУКИ РФ:
- Зыков А.И. К вопросу о культуроформирующей роли пластики в современном театре // Вестник Тамбовского университета. Серия: Гуманитарные науки. – Тамбов: ТГУ, 2012. – Т. 112. – № 8. – С. 266-271.
- Зыков А.И. Танец в театральном искусстве античности // Вестник Тамбовского университета. Серия: Гуманитарные науки. – Тамбов: ТГУ, 2012. – Т. 114. – № 10. – С. 271-275.
- Зыков А.И. Системные свойства танцевально-пластических элементов в драматическом спектакле // European Social Science Journal (Европейский журнал социальных наук). – М: Международный исследовательский институт, 2013. – № 9. – Т. 2. – С. 313-317.
- МОНОГРАФИИ:
- Зыков А.И. Танцевально-пластические средства выразительности драматического актёра]: монография / А.И. Зыков. – Саратов: СГК им. Л.В. Собинова, 2014. – 108 с.
- В ДРУГИХ ИЗДАНИЯХ И МАТЕРИАЛАХ НАУЧНЫХ КОНФЕРЕНЦИЙ:
- Зыков А.И. Задачи пластического воспитания актёров в контексте музыки и актёрского мастерства и примеры их решения посредством танцевального искусства XX века // Инновационные технологии развития образовательного пространства художественного ВУЗа: материалы Международной конференции. – Саратов: СГК им. Л.В. Собинова, 2008. – С. 221-230.
- Зыков А.И. Массовое и элитарное в танцевальном искусстве (к постановке проблемы) // Диалогическое пространство музыки в меняющемся мире: Сборник по материалам Международной научно-практической конференции. – Саратов: СГК им. Л.В. Собинова, 2009. – С. 258-263.
- Зыков, А.И. Мюзикл: жанр или синтез жанров? // Диалогическое пространство музыки в меняющемся мире: Сборник статей по материалам Всероссийских научных чтений, посвященных Б.Л. Яворскому. – Саратов: СГК им. Л.В. Собинова, 2010. – С. 238-248.
- Зыков А.И. Развитие искусства как взаимоотношение материального и духовного // Приоритетные направления развития культуры и искусства в социокультурном пространстве: материалы I Международной научно-практической конференции. – Тамбов: ТГУ, 2011. – С. 61-68.
- Зыков А.И. Танец как совокупность пластической выразительности актёра и драматического спектакля в целом // Научный вестник Академии культуры и искусств Тамбовского государственного университета им. Г.Р. Державина: межвузовский сборник научных трудов. – Тамбов: ТГУ,  2012. Выпуск 4. – С. 82-92.
- Зыков А.И. Драма и танец. Диалог искусств // Актуальные направления развития сферы культуры и искусства России: тенденции, инфраструктура, инновации: материалы Всероссийской научно-практической конференции. – Тамбов: ТГУ, 2012. – С. 134-142.
- Зыков А.И. Специфика обучения актёрскому искусству: пластическое воспитание (Размышления о некоторых аспектах книги В.М. Фильштинского «Открытая педагогика») // Проблемы исполнительской интерпретации, музыкальной педагогики: Сборник по материалам Всероссийской научно-практической конференции. – Саратов: СГК им. Л.В. Собинова, 2012. – С. 202-210.
- Зыков А.И. Быть или не быть: к вопросу драматического диалога пьесы и спектакля // Аналитика культуры. – Тамбов: ТГУ, 2012. – С. 144-149.
- Зыков А.И. Культуроформирующие особенности танца в восточном театре // Спецпроект: аналiз наукових дослiджень: материалы VII Мiжнар. наук.-практ. конф., 14-15 черв.2012 р.: у 7 т. – Днiпропетровськ: Бiла К.О., 2012. – Т. 4. – С. 20-23.
- Зыков А.И., Карцева Г.А. Нравственный аспект диалога пьесы и спектакля в современном театре // Духовно-нравственная культура как фактор модернизации российского общества XXI века (Третьи Хайкинские чтения): материалы Международной научно-практической конференции. – Тамбов: ТГУ, 2013. – С. 146-149.
- Зыков А.И. Основные виды функционирования танцевально-пластических составляющих драматического спектакля // Исполнительское искусство и педагогика: история, теория, практика: Сборник статей по материалам Всероссийской научно-практической конференции. – Саратов: СГК им. Л.В. Собинова, 2014. – С. 189-198.
- Зыков, А.И. В поисках «внутренней формы» танцевально-пластических элементов современного драматического театра // Актуальные проблемы гуманитарных и естественных наук. – М.: Институт Стратегических Исследований, 2014. – № 03(62), Ч. II. – С. 298-300.
- Зыков А.И. Пластическая драма как взаимопроникновение сценических искусств // X Международная научно-практическая конференция «Современные концепции научных исследований» – М.: Научный журнал «Евразийский Союз Учёных (ЕСУ)», 2015. – № 1(18). – С. 132-135.
- Зыков А.И. Театральный «билингвизм» профессии режиссёра пластики и танца // Проблемы художественного творчества и исполнительской интерпретации: Сборник статей по материалам Всероссийских научных чтений, посвящённых Б.Л. Яворскому (27‑28 ноября 2014). – Саратов: СГК им. Л.В. Собинова, 2015. – С. 31-39.
- Зыков А.И., Девятайкина Н.И. Проблема актуализации классики в современном российском драматическом театре (некоторые наблюдения) // Культура, искусство, образование в информационном пространстве третьего тысячелетия: проблемы и перспективы: Сб. науч. тр. факультета искусств и социокультурной деятельности РГСУ. Вып. III. – М.: Буки-веди, 2015. – С. 174-181.
- Зыков А.И. Место пластики и танца в художественном развитии российского драматического театра: краткий историко-культурный экскурс [Текст] / А.И. Зыков // Культура, искусство, образование в информационном пространстве третьего тысячелетия: проблемы и перспективы: Сб. науч. тр. факультета искусств и социокультурной деятельности РГСУ. Вып. IV. – М.: Буки-веди, 2016. – С. 262-271.
- Зыков А.И. Текст и спектакль: анатомия режиссёрских концептов пьесы-сказки «Двенадцать месяцев» // Текст і образ: Актуальні проблеми історії мистецтва. Вип. 1 (1). – Киев: Київський національний університет імені Тараса Шевченка, 2016. – С. 40-51. Ссылка для просмотра: http://txim.history.knu.ua/index.php/TXIM/issue/viewIssue/1/10
- Зыков А.И. Классика на современной сцене: от пьесы к «единому тексту спектакля» (А.Н. Островский) // Текст і образ: Актуальні проблеми історії мистецтва. Вип. 2 (2). – Киев: Київський національний університет імені Тараса Шевченка, 2016. – С. 38-45. Ссылка для просмотра: http://txim.history.knu.ua/index.php/TXIM/issue/viewIssue/3/12
- Зыков А.И. Классика и современность: роль танцевально-пластических средств выразительности в раскрытии режиссёрской концепции (на примере постановки «Чайки» в Пензенском драматическом театре) // Инновационные исследования: проблемы внедрения результатов и направления развития: сборник статей Международной научно-практической конференции, (13 октября 2016 г., г. Омск). В 2 ч. – Ч.2. – Уфа: МЦИИ ОМЕГА САЙНС, 2016. – С. 112-116. Ссылка для просмотра: http://os-russia.com/SBORNIKI/KON-134-2.pdf
- ПОСОБИЯ:
- Зыков А.И. Современный танец в театральном институте: учеб.-метод. пособ. для вузов. – Саратов: СГК им. Л.В. Собинова, 2010. – 264 с.
- Зыков А.И. Современный танец. Учебное пособие для студентов театральных вузов. – СПб.: Издательство «Лань»; Издательство «ПЛАНЕТА МУЗЫКИ», 2016. – 344 с.